# Zenillia nigricornis
Zenillia nigricornis là một loài ruồi trong họ Tachinidae.